# Премія НАН України імені І. І. Мечникова
Премія імені Мечникова Іллі Ілліча — премія НАН України «За видатні роботи в галузі мікробіології, імунології та геронтології». Створена у 1946 році та повторно у 1995.

## Лауреати премії
| Рік  | Премійовані роботи | Лауреати                         | Коротко про лауреата |
| ---- | --- | -------------------------------- | --- |
| 1996 | за монографії «Life Span prolongation» та «Старение, эволюция и продление жизни» | Мурадян Хачик Казарович          | доктор медичних наук, професор, співробітник лабораторії фізіології Інституту геронтології АМН України                                                                                               |
| 1996 | за монографії «Life Span prolongation» та «Старение, эволюция и продление жизни» | Фролькіс Володимир Веніамінович  | академік НАН України |
| 1997 | за Цикл робіт «Нові підходи до вивчення імунології та імунореабілітації при злоякісних новоутвореннях та алергічних захворюваннях» | Бережна Нінель Михайлівна        | доктор медичних наук, професор, провідний науковий співробітник Інституту експериментальної патології, онкології і радіобіології ім. Р. Є. Кавецького                                                |
| 1998 | за Цикл робіт «Імунодіагностика та імунокорекція в нормі та при патології» | Сенюк Ольга Федорівна            | |
| 2000 | за Цикл робіт «Проблеми імунології туберкульозу» | Чернушенко Катерина Федорівна    | |
| 2002 | за наукову роботу «Генетичні та фізіологічні особливості ендофітних бактерій роду Bacillus і перспективи їх біотехнологічного використання для захисту рослин. Створення нового високоефективного екологічного препарату „Фітоспорин“ | Смірнов Валерій Веніамінович     | академік НАН України, директор Інституту мікробіології і вірусології імені Д. К. Заболотного НАН України                                                                                             |
| 2002 | за наукову роботу «Генетичні та фізіологічні особливості ендофітних бактерій роду Bacillus і перспективи їх біотехнологічного використання для захисту рослин. Створення нового високоефективного екологічного препарату „Фітоспорин“ | Сорокулова Ірина Борисівна       | доктор біологічних наук, завідувачка лабораторії Інституту мікробіології і вірусології ім. Д. К. Заболотного НАН України                                                                             |
| 2002 | за наукову роботу «Генетичні та фізіологічні особливості ендофітних бактерій роду Bacillus і перспективи їх біотехнологічного використання для захисту рослин. Створення нового високоефективного екологічного препарату „Фітоспорин“ | Рева Олег Миколайович            | кандидат біологічних наук, старший науковий співробітник Інституту мікробіології і вірусології ім. Д. К. Заболотного НАН України                                                                     |
| 2004 | цикл наукових праць „Інтерферон та система мононуклеарних фагоцитів“ | Лазаренко Людмила Миколаївна     | |
| 2004 | цикл наукових праць „Інтерферон та система мононуклеарних фагоцитів“ | Михайленко Олексій Володимирович | |
| 2004 | цикл наукових праць „Інтерферон та система мононуклеарних фагоцитів“ | Співак Микола Якович             | доктор біологічних наук, професор, Член-кореспондент НАН України (мікробіологія, вірусологія), старший науковий співробітник Інституту мікробіології і вірусології ім. Д. К. Заболотного НАН України |
| 2006 | Систематика, біологічна активність та природа взаємовідносин молочних бактерій з макроорганізмом» | Головач Тетяна Миколаївна        | кандидат біологічних наук, старший науковий співробітник Інституту мікробіології і вірусології ім. Д. К. Заболотного НАН України                                                                     |
| 2006 | Систематика, біологічна активність та природа взаємовідносин молочних бактерій з макроорганізмом» | Коваленко Надія Костянтинівна    | доктор біологічних наук, професор, Член-кореспондент НАН України (мікробіологія), Інститут мікробіології і вірусології ім. Д. К. Заболотного НАН України                                             |
| 2006 | Систематика, біологічна активність та природа взаємовідносин молочних бактерій з макроорганізмом» | Підгорський Валентин Степанович  | доктор біологічних наук, професор, академік НАН України (мікробіологія), директор Інституту мікробіології і вірусології ім. Д. К. Заболотного НАН України                                            |
| 2008 | серія наукових праць «Мультипробіотики Симбітер ® і Апібакт ® та їх застосування у медицині» | Лук'янова Олена Михайлівна       | академік НАН України, почесний директор Інституту педіатрії, акушерства і гінекології АМН України |
| 2008 | серія наукових праць «Мультипробіотики Симбітер ® і Апібакт ® та їх застосування у медицині» | Янковський Дмитро Станіславович  | доктор біологічних наук, генеральний директор ТОВ фірми «О. Д. Пролісок» |
| 2008 | серія наукових праць «Мультипробіотики Симбітер ® і Апібакт ® та їх застосування у медицині» | Димент Галина Семенівна          | кандидат технічних наук, директор науково-дослідного центру ТОВ фірми «О. Д. Пролісок» |
| 2011 | за цикл праць «Будова і функції нікотинових ацетилхолінових рецепторів В-лімфоцитів» | Скок Марина Володимирівна        | доктор біологічних наук, головний науковий співробітник Інституту біохімії імені О. В. Палладіна НАН України                                                                                         |
| 2011 | за цикл праць «Будова і функції нікотинових ацетилхолінових рецепторів В-лімфоцитів» | Коваль Людмила Миколаївна        | кандидат біологічних наук, науковий співробітник Інституту біохімії імені О. В. Палладіна НАН України                                                                                                |
| 2011 | за цикл праць «Будова і функції нікотинових ацетилхолінових рецепторів В-лімфоцитів» | Комісаренко Сергій Васильович    | академік НАН України, директор Інституту біохімії імені О. В. Палладіна НАН України |
| 2014 | за серію робіт «Молекулярна генетика та біотехнологія мікроорганізмів» | Сибірний Андрій Андрійович       | академік НАН України, директор Інституту біології клітини НАН України |